# Paduano EC
Paduano EC is een Braziliaanse voetbalclub uit Santo Antônio de Pádua in de staat Rio de Janeiro. 

## Geschiedenis
De club werd opgericht in 1927. De club speelde enkele seizoenen in de hoogste klasse van het Campeonato Fluminense in de jaren veertig. Na de fusie van het Campeonato Fluminense en het Campeonato Carioca speelde de club in 1987 in de derde klasse en van 1988 tot 1990 in de tweede klasse en promoveerde dan voor het eerst naar de hoogste klasse, waar ze twee seizoenen speelden.
In 1993 speelde de club geen profvoetbal en keerde éénmalig terug in 1994, 2007 en 2012. In 2017 keerde de club terug naar het profvoetbal en begon in de vierde klasse. Nadat in 2020 geen competitievoetbal gespeeld werd vanwege de coronacrisis in Brazilië werd de club in 2021 teruggezet naar de nieuw ingevoerde vijfde klasse, de Série C. De club werd meteen kampioen en mocht aansluitend deelnemen aan de vierde klasse die later dat seizoen gespeeld werd. Ook hier kon de club de titel veroveren zodat ze op enkele maanden tijd twee promoties konden verzilveren.  